# Serov
Serov (ru. Серов) este un oraș din regiunea Sverdlovsk, Federația Rusă, cu o populație de 99.804 locuitori.
1. ↑  Gheograficeski iențiklopediceski slovar: Gheograficeskie nazvania[*], p. 432 Verificați valoarea |titlelink= (ajutor)
2. ↑  Marea Enciclopedie Rusă
3. ↑  Marea Enciclopedie Sovietică (1969–1978)[*], p. 309 Verificați valoarea |titlelink= (ajutor)